# Raïon de Vychhorod
Le raïon de Vychhorod est un raïon (district) de l'oblast de Kiev en Ukraine.

## Histoire
Le district est modifié par la fusion des raïons d'Ivankiv et de Vychhorod en juillet 2020.

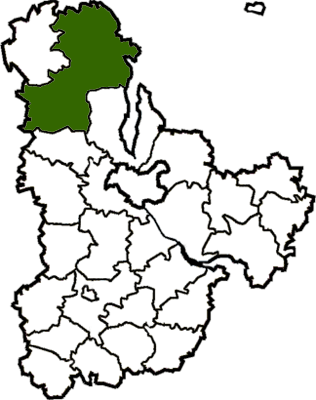
Raion d'Ivankiv.
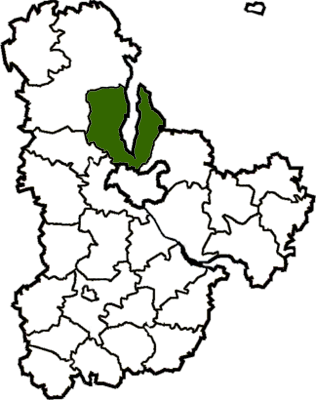
Raïon de Vychhorod (avant 2020).
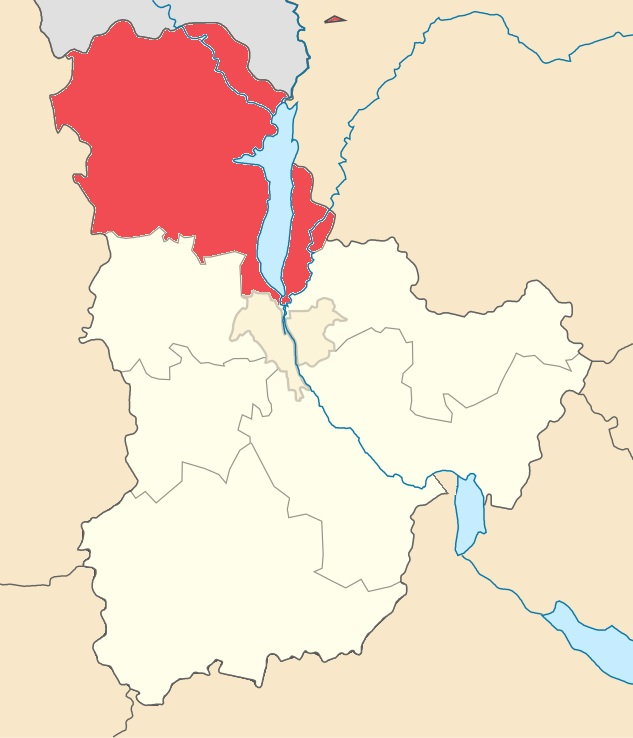
Raïon de Vychhorod (depuis 2020).

## Lieux d'intérêt

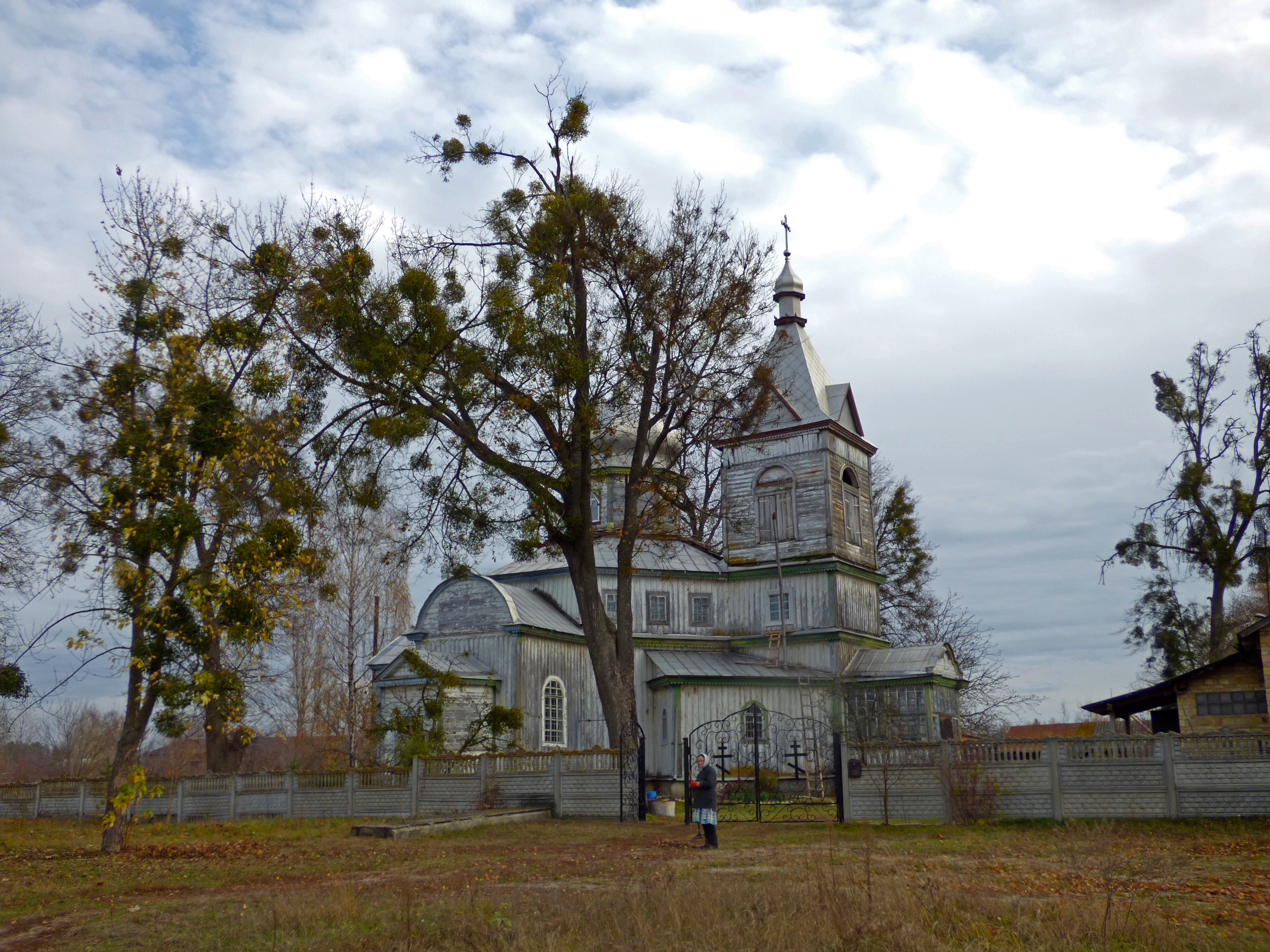
Eglise des sts-Cosme et Damian, classée[1],
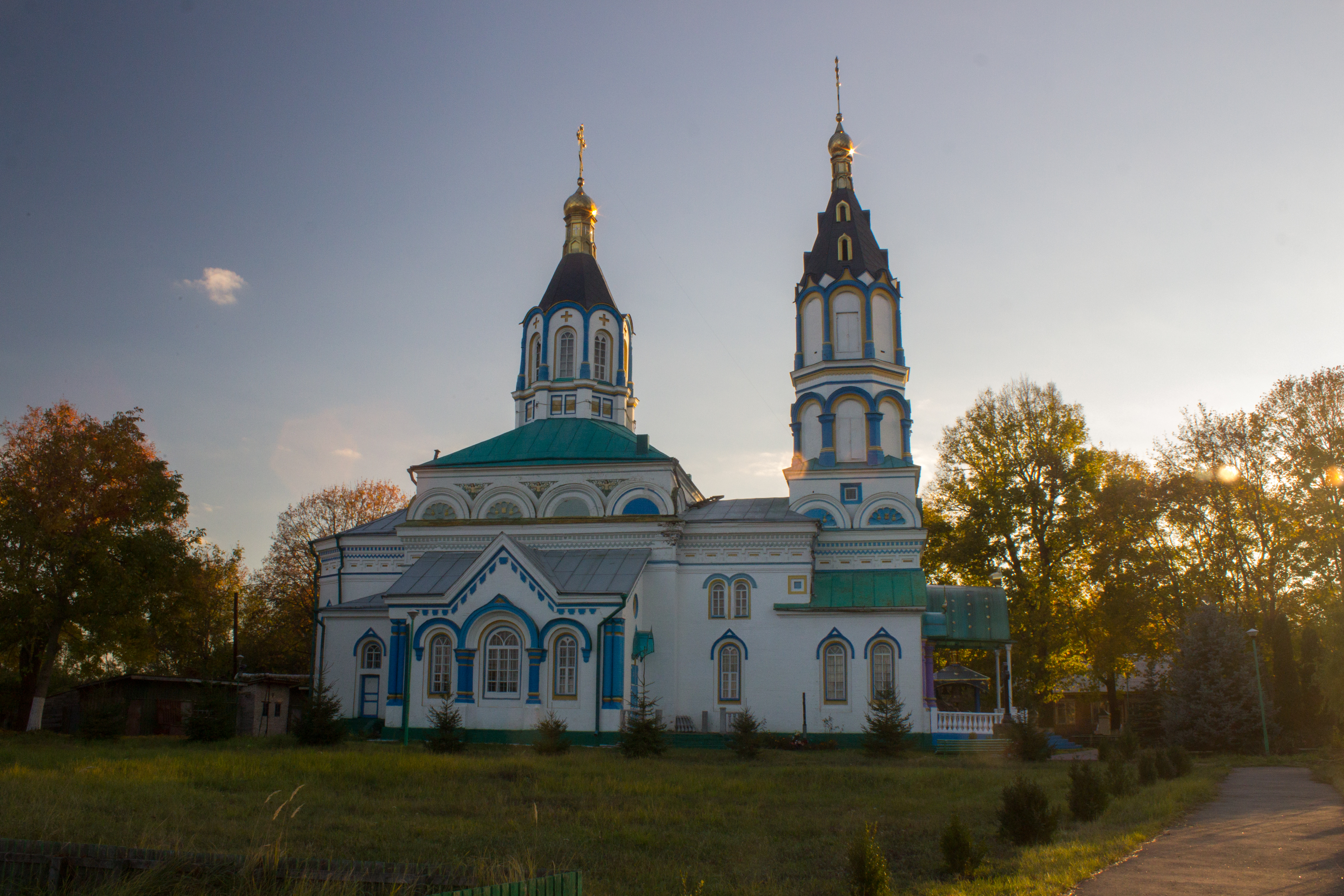
église de st-Elias, classée[2],
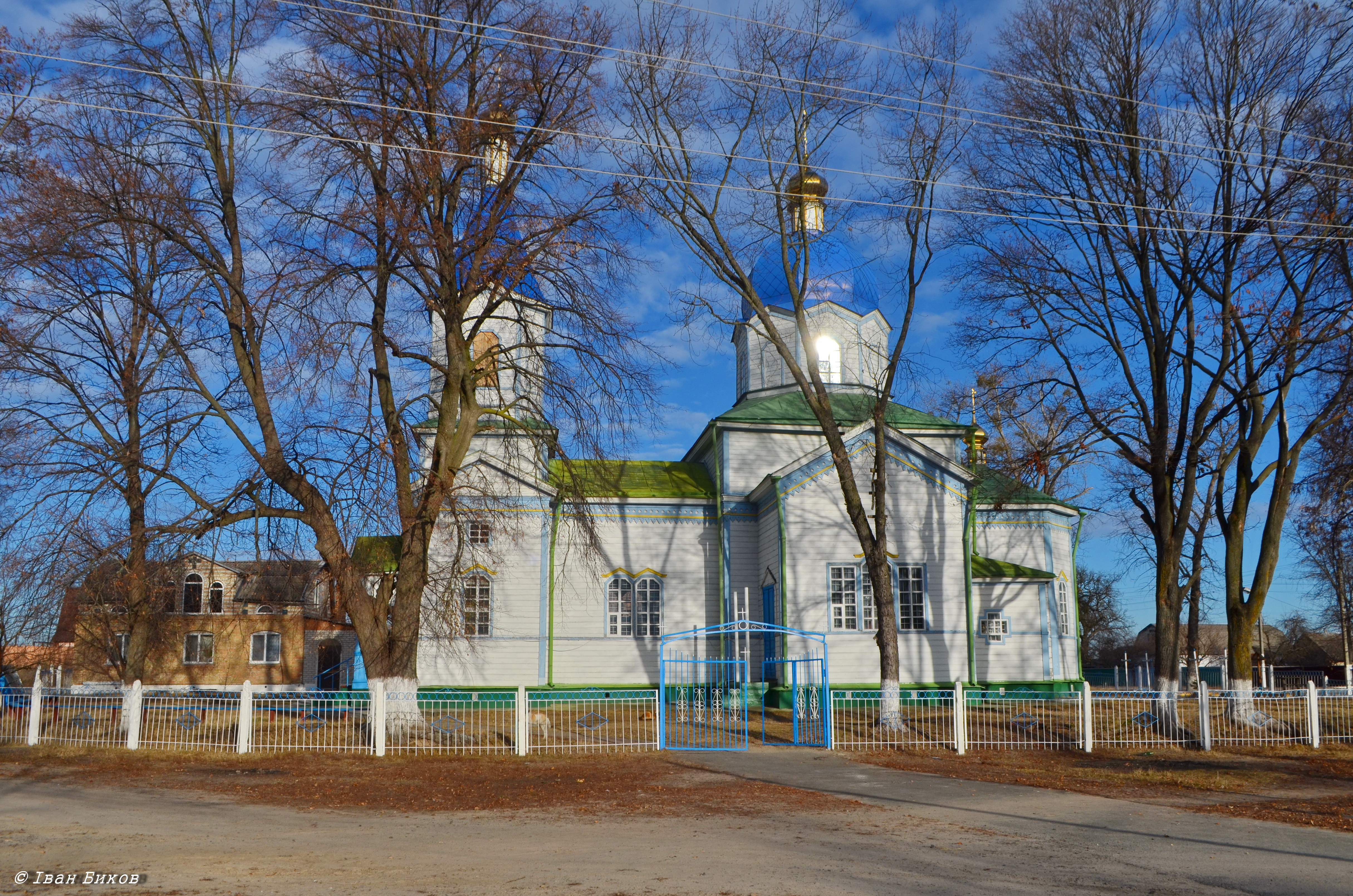
église de st-Alexandre Nevski, classée[3],
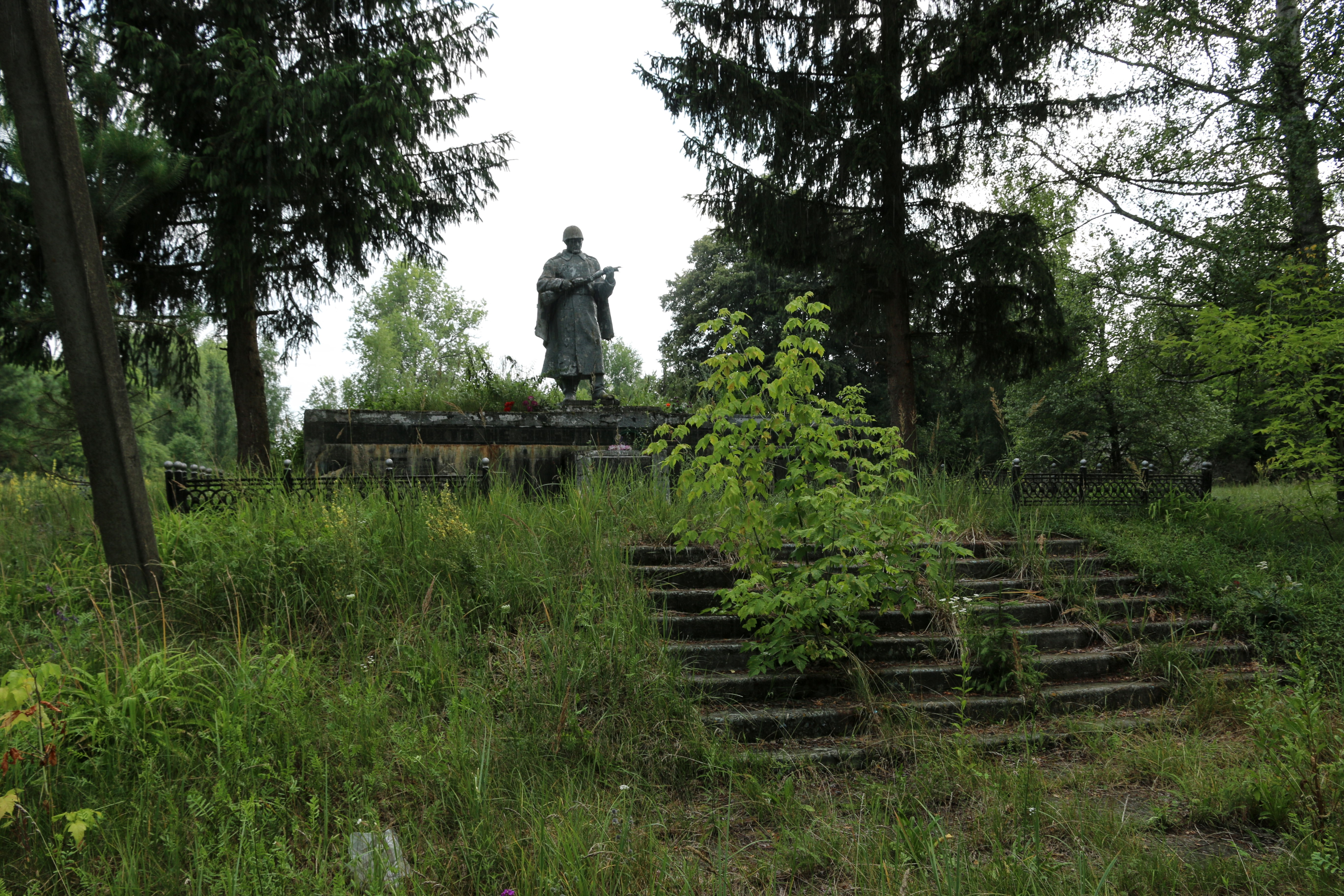
mémorial aux morts de la seconde guerre mondiale, Korogod, classé[4],
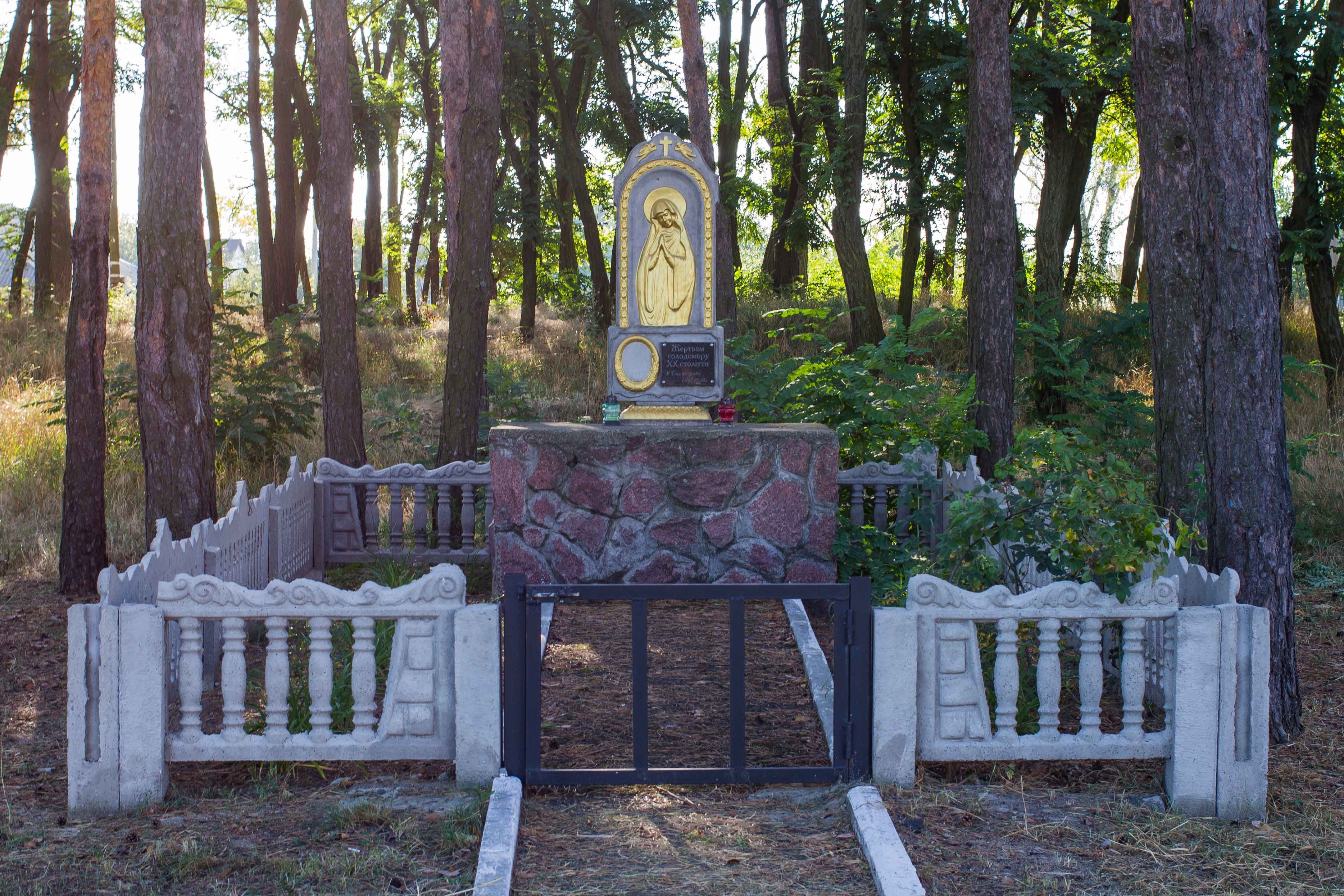
mémorial aux victimes de l'Holodomor, Chpily, classé[5],
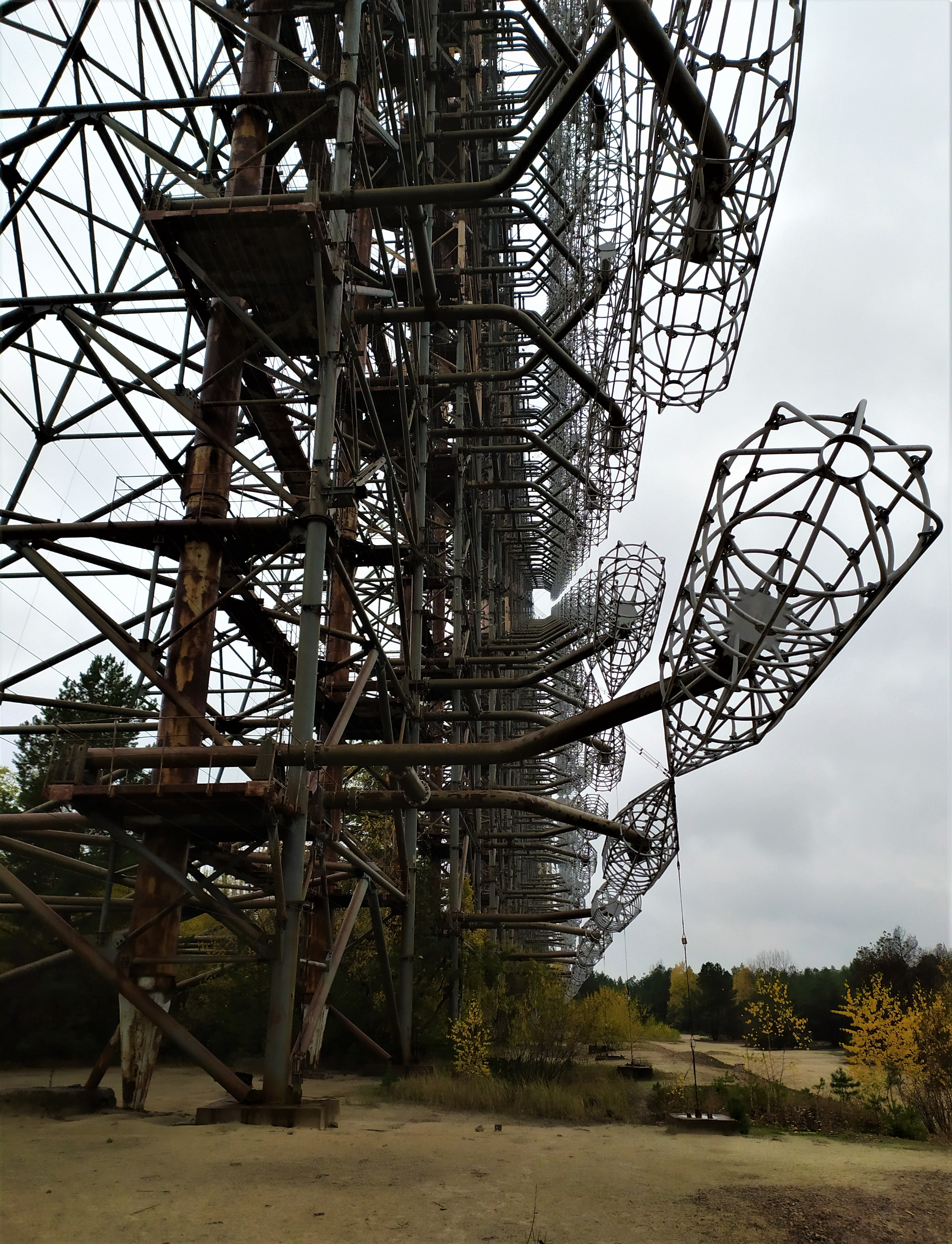
station radar Douga, classé[6],
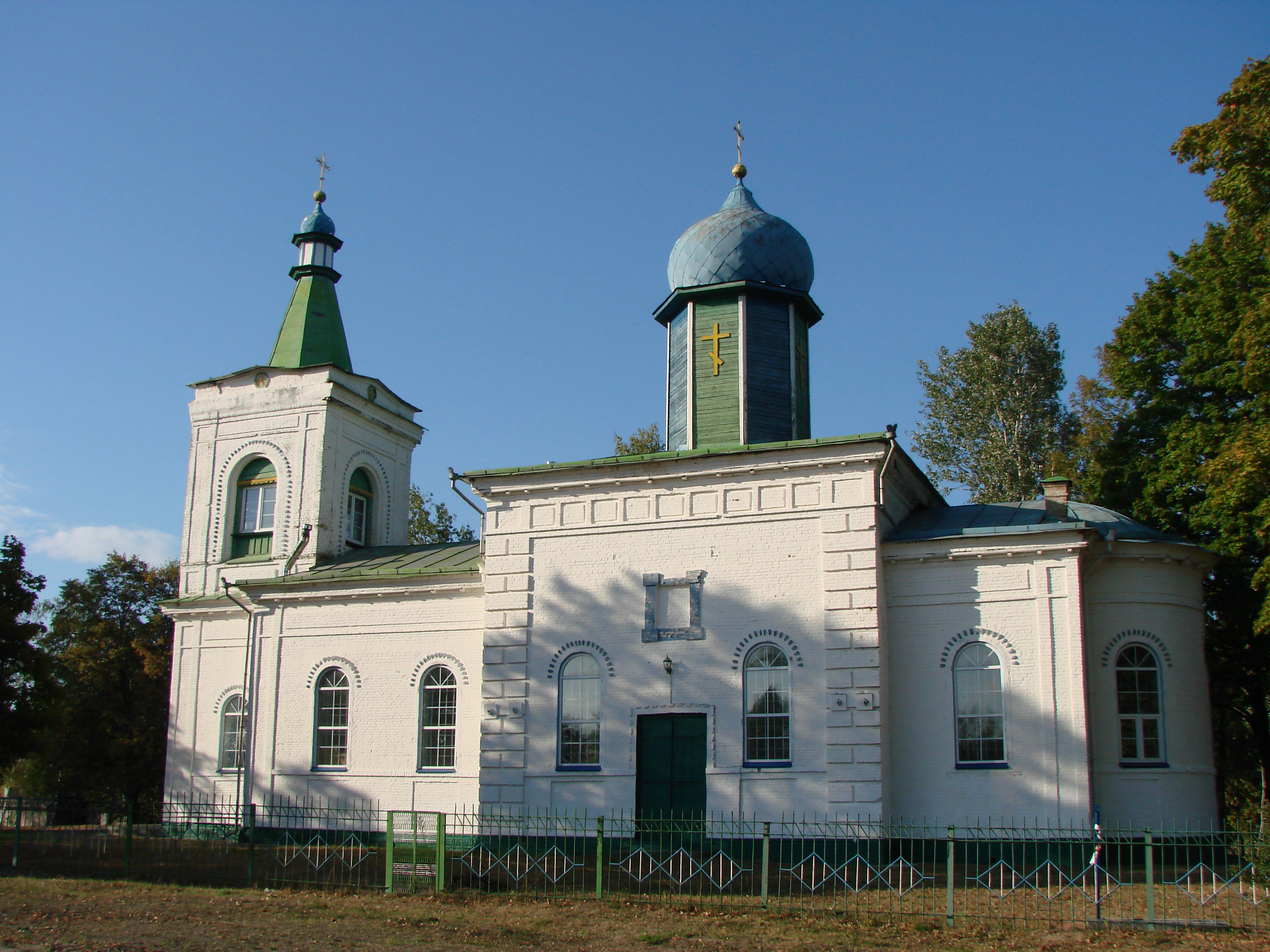
église de l'exaltation de la Croix, Lioubimivka, classée[7],
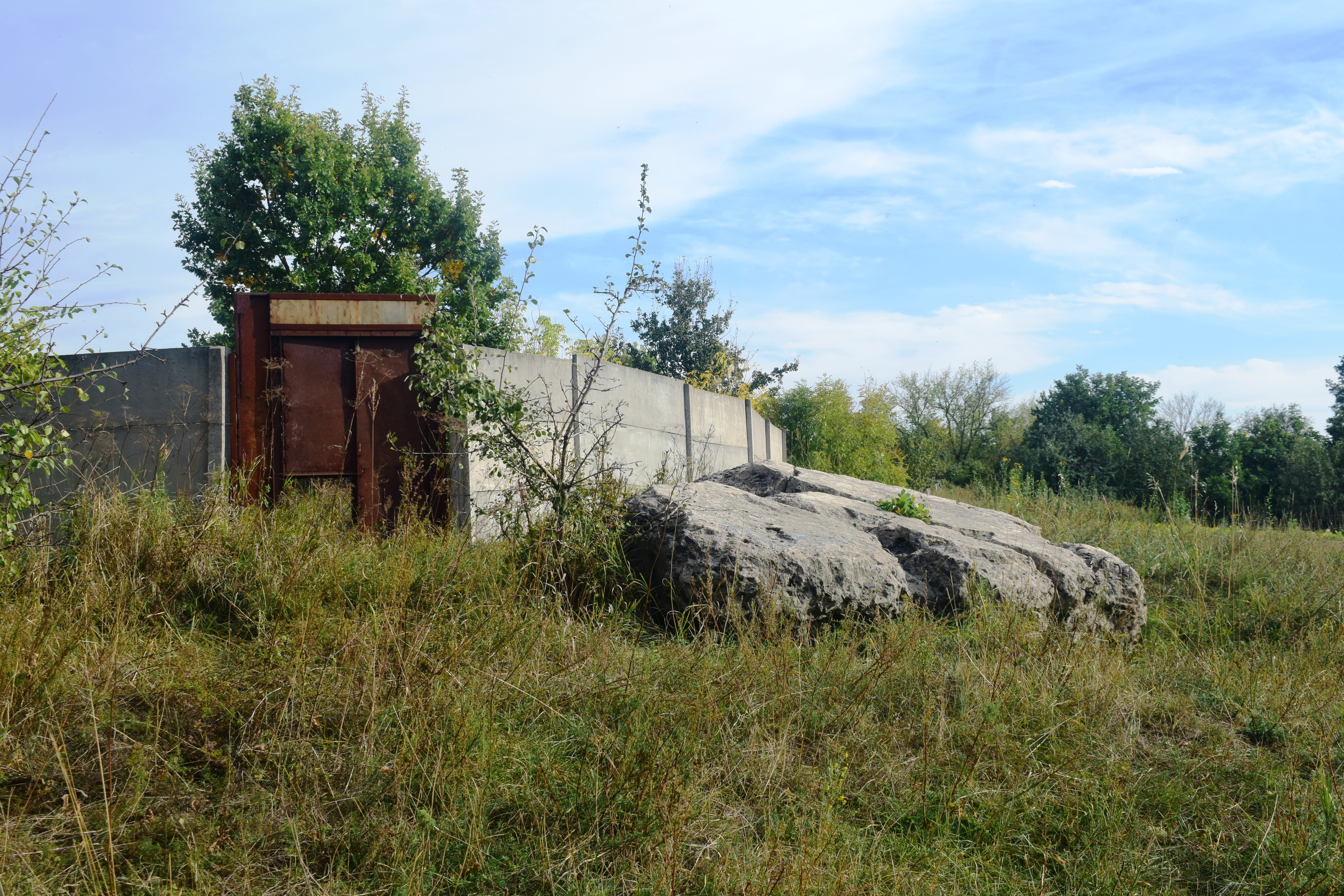
bunker, Houta-Mezhyhirska, classé[8],
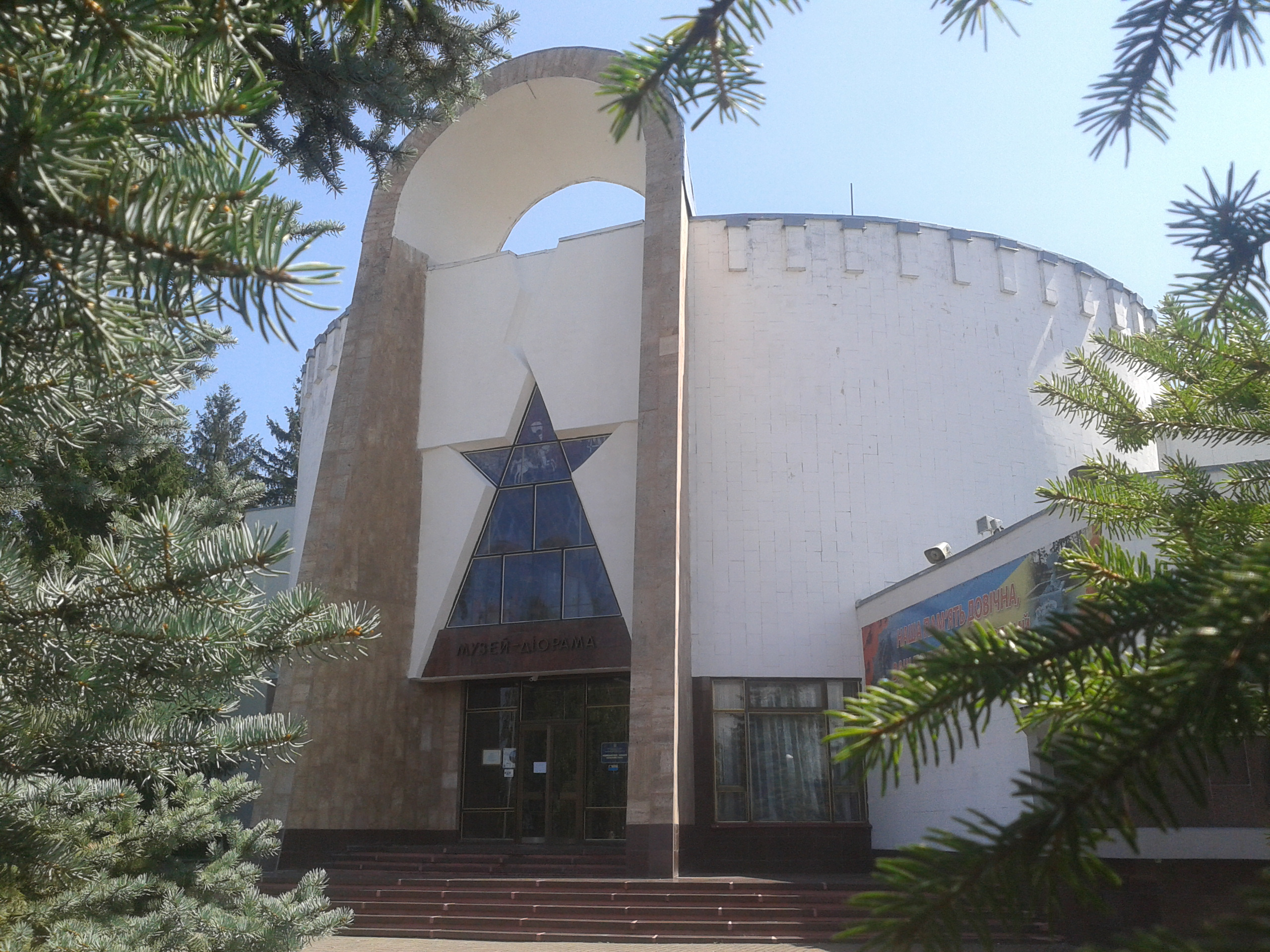
Musée de la bataille de Kiev (1943), classé[9].